# Kaspar von Fürstenberg
Kaspar von Fürstenberg (* 11. November 1545 auf Burg Waterlappe bei Ense; † 5. März 1618 in Arnsberg) war kurkölnischer Drost zu Bilstein, Fredeburg und Waldenburg sowie Kurmainzer Amtmann zu Fritzlar und Naumburg. Außerdem war er Rat der Fürstbischöfe von Paderborn, der Kölner und Mainzer Kurfürsten. Seit 1613 war er Landdrost des Herzogtums Westfalen.

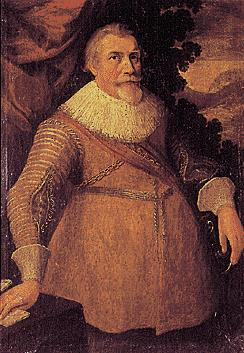
Kaspar von Fürstenberg

## Familie und Ausbildung

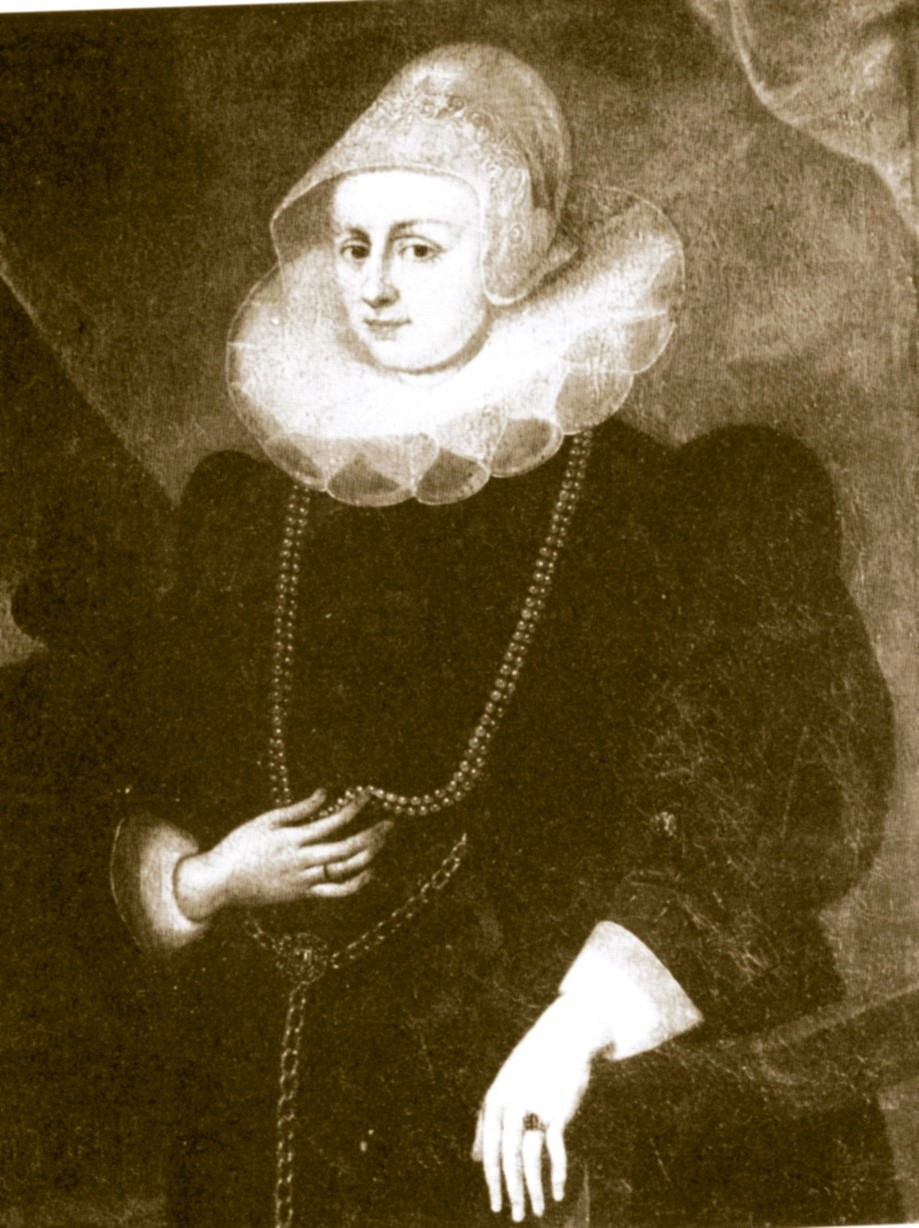
Elisabeth von Fürstenberg (1547–1587)

Kaspar war Sohn des Bilsteiner Amtmannes Friedrich von Fürstenberg aus der Familie von Fürstenberg und seiner Ehefrau Elisabeth von Westphalen. Neben Kaspar hatte das Paar zahlreiche weitere Kinder. Unter diesen waren Friedrich, später Domherr in Mainz, und Dietrich, der spätere Fürstbischof von Paderborn, sowie die Tochter Ottilia, später Äbtissin von Oelinghausen und Neuenheerse. Auch die Schwester Anna war Äbtissin in Oelinghausen.
Zu den Besonderheiten der adeligen Familie Fürstenberg gehörte seit dem 16. Jahrhundert, dass fast alle männlichen Angehörigen eine akademische Ausbildung erhielten. Die meisten von ihnen wählten dabei die Jurisprudenz. Zusammen mit seinen Brüdern erhielt Kaspar von Fürstenberg eine Ausbildung durch den Dortmunder Humanisten Friedrich Beurhaus. Dieser begleitete ihn sogar während der ersten Studienjahre nach Köln. Dort studierte Kaspar die Rechtswissenschaften. Er schloss das Studium mit einer Promotion 1563 ab und erlangte 1566 das Lizentiat der Rechte.
Im Jahr 1573 heiratete er Elisabeth, die aus der im Bistum Paderborn einflussreichen Familie von Spiegel zu Peckelsheim stammte. Aus dieser Ehe entsprangen insgesamt acht Kinder. Unter ihnen waren der Erbe Friedrich von Fürstenberg und Johann Gottfried von Fürstenberg, Domherr in Mainz. Helena war Priorin im Kloster Überwasser in Münster.
Nach dem Tod seiner Frau führte die bürgerliche Anna Busse aus Medebach den Haushalt Kaspars. Nach langem Zögern schloss er mit ihr 1598 eine morganatische Ehe. Die mit ihr schon vorher gezeugten Kinder wurden legitimiert. Die weiteren Kinder wurden zwar ehelich geboren, waren den Nachkommen aus erster Ehe aber erbrechtlich nicht gleichgestellt und waren auch nicht adelig. Insgesamt gingen neun Kinder aus der zweiten Ehe hervor. Drei von ihnen traten in den geistlichen Stand ein. Auch aus der Zeit vor seiner ersten Heirat stammte ein uneheliches Kind.
Fürstenberg war er Vergnügungen zugetan. Er spielte und tanzte gern und war dem Alkohol zugetan. Es kam vor, dass er wegen Trunkenheit vom Pferd fiel oder eine Reise unterbrechen musste. Die Jagd interessierte ihn dagegen weniger.

## Besitz und Bauten

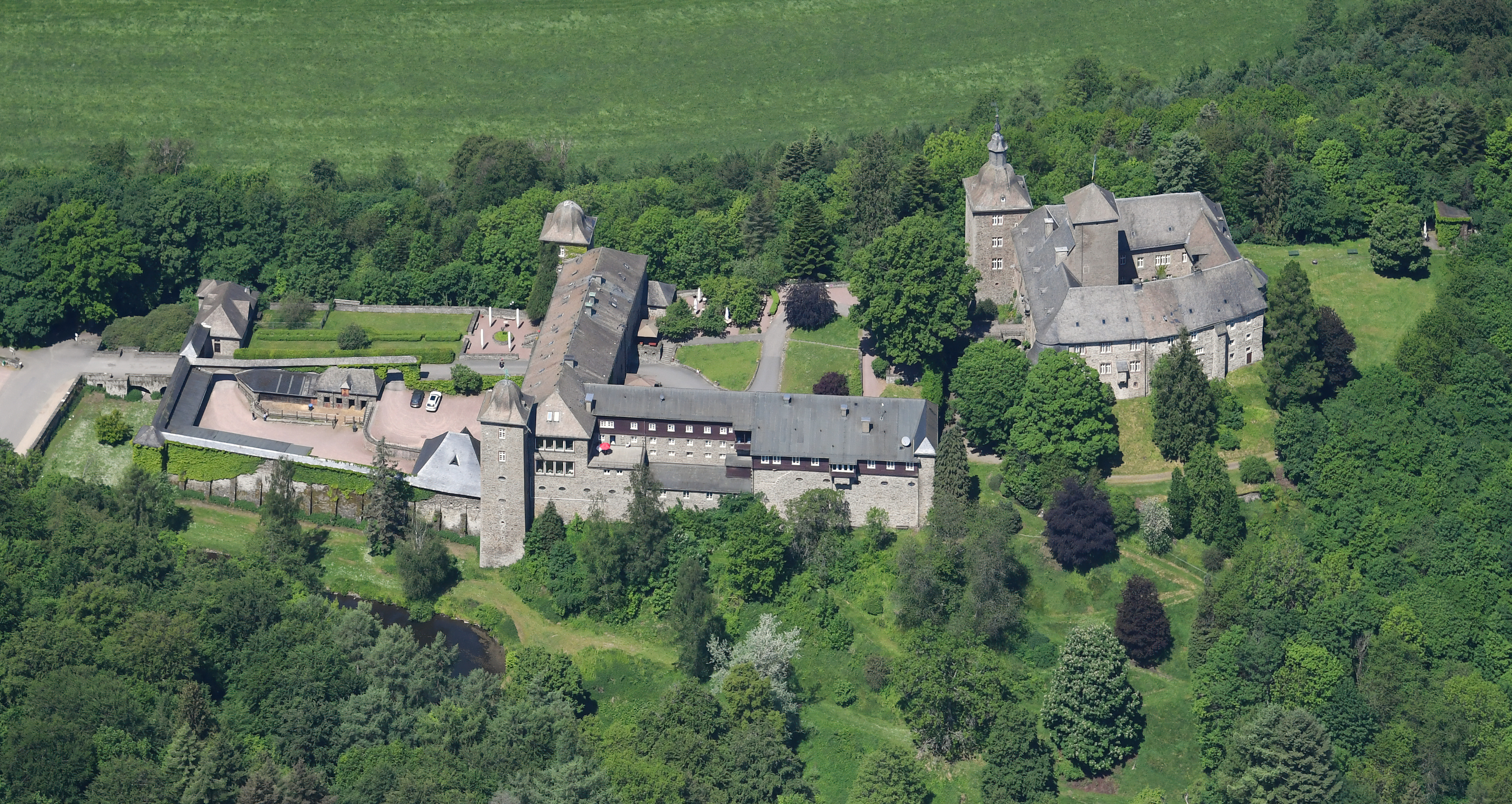
Burg Schnellenberg

Da der erstgeborene Sohn Friedrich auf die Nachfolge seines Vaters verzichtete, wurde der Zweitgeborene Kaspar 1567 Erbe seines Vaters. Mit dem Erbe verbunden waren allerdings auch die hohen Schulden vor allem aus der 1564 erworbenen erblichen Pfandschaft der Ämter Bilstein und Waldenburg. Damit waren diese der direkten Kontrolle durch die Kurfürsten entzogen. Das Amt Fredeburg erwarb er 1584 als Pfand von den Kölner Kurfürsten.
Er besaß die Burg Waterlappe. Seinen Lebensmittelpunkt hatte er auf Burg Bilstein. Wichtig wurde ihm, diesen Besitz in Richtung von Attendorn zu erweitern. Er erhielt das Gut Hespecke von den Kölner Kurfürsten zu Lehen. Außerdem erwarb er verschiedene Fischereirechte und das Recht auf Holznutzung in der Lenhauser Mark.
Von besonderem Interesse für ihn war der Erwerb der Burg Schnellenberg bei Attendorn. Durch Kauf kam die Burg 1594 in seinen Besitz. Die Burg als solche war ein Lehen der Kurfürsten. Hinzu kam aber auch beträchtlicher Eigenbesitz. Vom Besitz der Burg leitete Kaspar seinen Anspruch ab, zur Reichsritterschaft zu gehören. Die Burg schmückte er demonstrativ mit dem Reichsadler.
Die während der truchsessischen Wirren entstandenen Kriegsschäden wurden beseitigt und besonders Schnellenberg erhielt eine kostbare Innenausstattung im Stil der Spätrenaissance. Der Altar der Burgkapelle wurde von Kaspars Bruder Dietrich geweiht. Auch die Burg Waterlappe ließ er neu erbauen, beim Gut Hengstebeck in der Nähe von Bilstein ließ er einen Garten anlegen. Insbesondere der Ausbau von Schnellenberg war aufwändig und belastete die Finanzen von Kaspar stark. Er beschäftigte auswärtige Handwerker, Kunsthandwerker und Künstler.
Zum Besitz gehörten auch städtische Häuser in Attendorn, Werl, Soest, Meschede und Paderborn. Außerdem erwarb Kaspar ein Anwesen mit ausgedehnten Weinbergen in Mainz und hatte auch Besitz im Rheingau. In seinem Gebiet ließ er auch Bergbau betreiben. So besaß er ein Eisenbergwerk bei Hundem.
Daneben gelang es Fürstenberg, 1573 die Erbvogteirechte über das Kloster Grafschaft zu erringen. Gegen den Willen der dortigen Mönche trennte er das Kirchspiel Oberkirchen als eigenen Gerichtsbezirk ab, der seit 1602 endgültig unter die Kontrolle der Familie von Fürstenberg geriet.
Verwaltet wurde der Besitz durch genaue Buch- und Registerführung. Über seine Erwerbungen gab Kaspar am Ende jedes Jahres in seinen Tagebüchern genau Auskunft.

## Im Dienst verschiedener Herren
Kaspar diente mehreren geistlichen Fürsten als Amtsträger und Rat. Insbesondere durch diese Dienste erwarb er sich erhebliches Ansehen.

### Kurköln

#### Rat und Gesandter
Als Rat seit 1570 des Kurfürsten von Köln als Herzog von Westfalen nahm Kaspar von Fürstenberg an insgesamt neun Reichstagen teil. Insbesondere im Herzogtum Westfalen, das den Kurfürsten von Köln unterstand, hatte er erheblichen Einfluss. Durch den Besitz der Ämter Waldenburg, Bilstein und Fredeburg kontrollierte er über ein Viertel des gesamten Herzogtums. Im Auftrag des Kurfürsten wurde Kaspar auch zu Gesandtschaften, so 1572 nach Hessen zur Klärung von Grenzstreitigkeiten, eingesetzt. Er war auch Gesandter beim Kreistag des niederrheinisch-westfälischen Reichskreis. Er war daneben zusammen mit seinem Landesherren seit 1600 an einer Reihe von Zusammenkünften der geistlichen Kurfürsten und an allgemeinen Kurfürstentagen zugegen. Er war beteiligt an den Verhandlungen zur Gründung der katholischen Liga. Obwohl er bereits 1604 aus Altersgründen sein Amt als Rat aufgab, wurde er von den Kölner Kurfürsten weiterhin herangezogen. Im Jahr 1612 nahm er an der Krönung von Kaiser Matthias in Frankfurt teil.

#### Hexenprozesse
Zu Kaspars Aufgaben gehörte in seinen Ämtern auch die Rechtsprechung bis hin zur Blutsgerichtsbarkeit. Während seiner Amtszeit als Droste der Ämter Bilstein, Fredeburg und Waldenburg und Besitzer des Patrimonialgerichts Oberkirchen fand eine Reihe von Hexenprozessen statt, an denen Kaspar von Fürstenberg teilweise direkt beteiligt war. Anfangs zeigte er vergleichsweise wenig Eifer, vermeintliche Hexen zu verfolgen. Er musste sich dafür sogar bei Kurfürst Salentin von Isenburg rechtfertigen. Dies ändere sich später radikal. Insbesondere seit 1590 kam es zu zahlreichen Prozessen, wobei es im Fall der Dorothea Becker auch um persönliche Gründe ging. Die angeblichen Hexen und Zauberer wurden „peinlich verhört“, bei Schuldspruch lebendig verbrannt oder des Landes verwiesen. Allein im Jahr 1590 wurden in der Herrschaft Bilstein 28 Personen angeklagt und davon mindestens 21 hingerichtet. Weitere Prozesse folgten. Im Amt Fredeburg wurden von 50 Angeklagten zwischen 1595 und 1600 die meisten hingerichtet. Ähnlich war die Situation auch in anderen Teilen seines Machtbereichs. Neben verschiedenen anderen Faktoren spielte dabei eine Rolle, dass Kaspar eine angebliche Hexe für den Tod seiner Ehefrau verantwortlich machte.

#### Truchsessischer Krieg

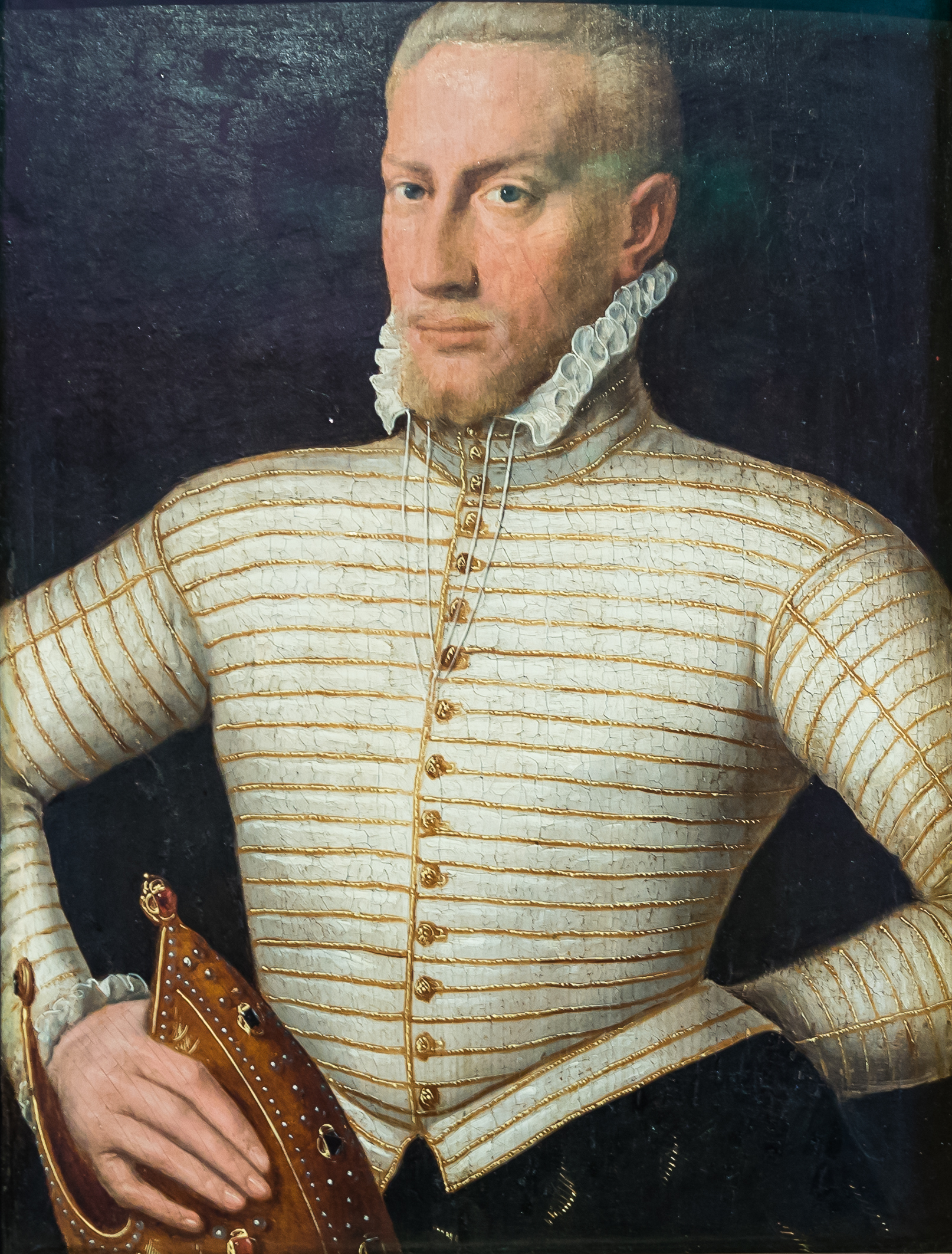
Gebhard von Truchseß

Kaspar diente auch Kurfürst Gebhard von Truchseß zunächst als Rat. Als dieser um 1582 begann, sich dem Protestantismus zuzuwenden, aber am Herrschaftsanspruch über Kurköln festhielt, wandte sich Kaspar von ihm ab. Er stellte sich auf die Seite der Verfechter des alten Glaubens und des Domkapitels. Die anderen Mitglieder der Landstände des Herzogtums Westfalen dagegen versuchten meistens, eine klare Entscheidung zu vermeiden. Der Kurfürst konnte daher im Februar 1583 in das Herzogtum Westfalen einziehen und in seiner Residenzstadt Arnsberg einen Landtag abhalten. Dort kam sogar ein Beschluss zu Stande, in dem sich die Stände verpflichteten, den Kurfürsten bei der Durchsetzung der Religionsfreiheit zu unterstützen. Kurz darauf wurde Gebhard von Truchseß vom Papst exkommuniziert, der Kaiser hat ihn als Kurfürsten ab- und dafür Ernst von Bayern eingesetzt. Gebhard von Truchseß ging mit Truppen gegen Kaspar von Fürstenberg vor. Ohne eigene Soldaten fiel die Burg Bilstein am 11. Juni 1583 in die Hände der kurfürstlichen Truppen. Kaspar sah sich gezwungen, aus dem Land zu fliehen. Er schloss sich den Einheiten von Ernst von Bayern an. Mit diesen zog er 1584 wieder in das Herzogtum Westfalen ein. Nicht zuletzt seine Unterstützung des neuen Landesherren Ernst von Bayern war der Grund, weshalb Kaspar die Pfandschaft des Amtes Fredeburg übertragen wurde. Auch in den folgenden Jahren kam es noch zu kriegerischen Bedrohungen durch Anhänger von Truchseß, aber auch durch niederländische Truppen. Kaspar sah sich gezwungen, die Burg Waterlappe durch Söldner schützen zu lassen.

### Paderborn
Auch seinem Bruder Dietrich von Fürstenberg, seit 1585 Fürstbischof von Paderborn, diente Kaspar von Fürstenberg als Rat. Als Berater des Fürstbischofs spielte Kaspar eine wichtige Rolle bei der Zurückdrängung des Protestantismus und der Rekatholisierung des Bistums Paderborn. Nicht zuletzt förderte er die Ansiedlung der Jesuiten als Orden der Gegenreformation. Zur Sicherung der Macht des Bischofs bearbeitete Fürstenberg auch die Paderborner Polizeiordnung. Auch an der Münzordnung war er beteiligt. Er unterstützte seinen Bruder auch bei Konflikten mit verschiedenen Landstädten, insbesondere bei dessen Auseinandersetzung mit der Stadt Paderborn. Kaspar beriet seinen Bruder auch bei der Hexenverfolgung. Zu diesem Zweck hielt er sich mehrere Wochen oder Monate im Jahr im Hochstift Paderborn auf.

### Kurmainz
Daneben diente er seit 1588 dem Kurfürsten von Mainz ebenfalls als Rat. Er wurde auch zum Amtmann der kurmainzer Ämter Fritzlar und Naumburg ernannt. Die Absicht war, die Selbstständigkeitsbestrebungen von Fritzlar einzudämmen und den katholischen Glauben in dieser Gegend zu erhalten. Vorteilhaft war, dass diese Ämter nur etwa eine Tagesreise von Burg Bilstein entfernt lagen. In Fritzlar ging er gegen Täufer vor. Er weilte aber jedes Jahr nur kurz in seinen Mainzer Ämtern und überließ das Tagesgeschäft dem Schultheiß von Fritzlar. Allerdings hielt er sich regelmäßig für mehrere Wochen am Hof in Mainz auf.

## Landdrost des Herzogtums Westfalen
Bereits im Jahr 1600 war der Landdrost des Herzogtums Westfalen Graf Eberhard zu Solms-Lich, der gleichzeitig Stellvertreter des Kurfürsten wie auch höchster Vertreter des landsässigen Adels war, gestorben. Aus verschiedenen Gründen wurde die Position in den folgenden Jahren nicht besetzt. Der Druck der Stände wurde indes so groß, dass Kurfürst Ferdinand von Bayern Kaspar von Fürstenberg 1613 trotz Alter und angegriffener Gesundheit zum Landdrosten ernannte. Das Amt übte er bis 1618 aus.

## Bemühung um Standeserhöhungen

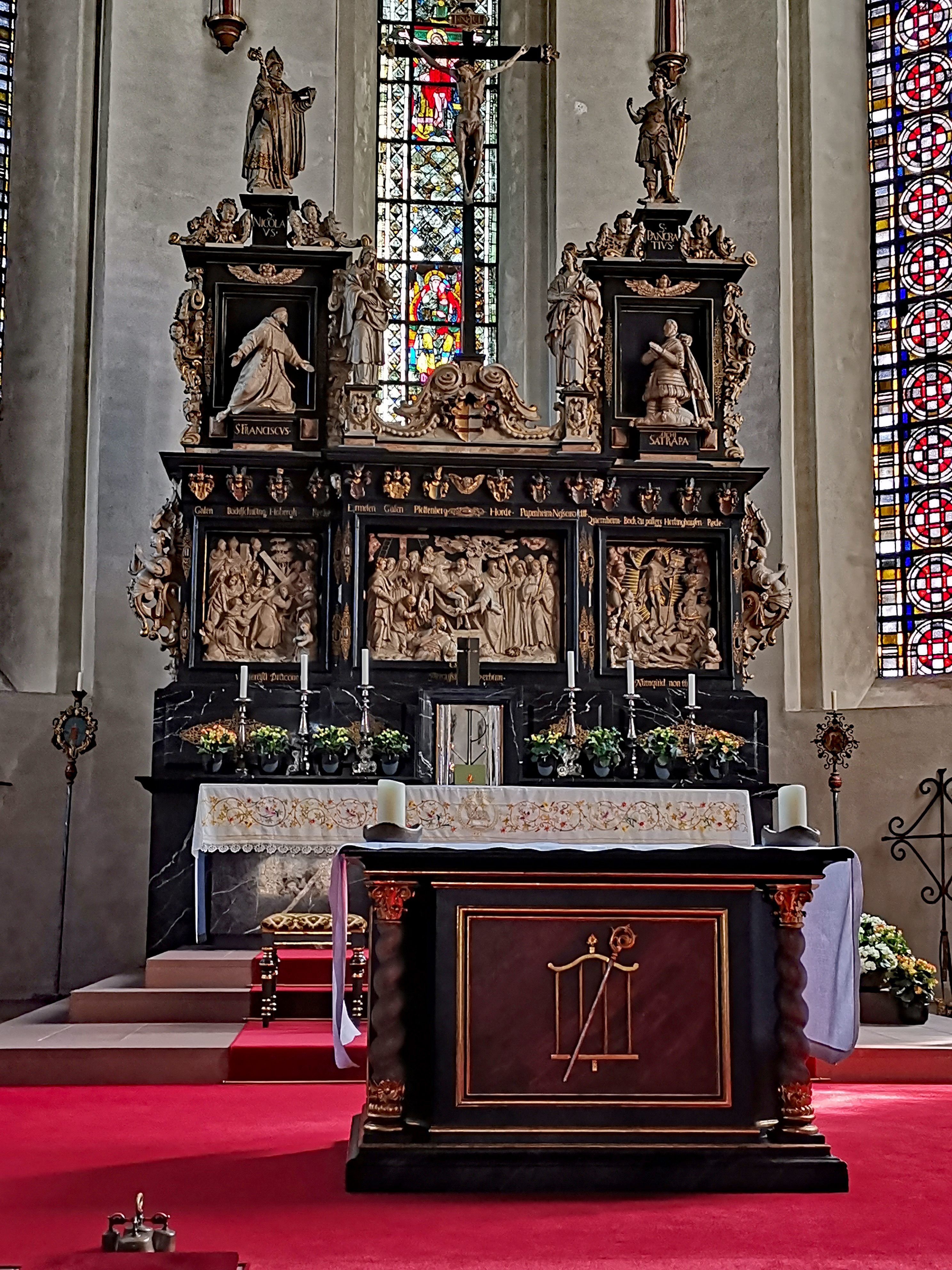
Grabmal Kaspar von Fürstenberg, heute Altar der Laurentiuskirche in Arnsberg

Sein Ansehen führte mehrfach zu Ansätzen, Kaspar von Fürstenberg die Grafenwürde zu verschaffen, was allerdings stets scheiterte. Konkreter war seinen Bemühungen um Anerkennung seines Anspruchs auf Zugehörigkeit zur Reichsritterschaft. Dieser stützte sich neben dem Besitz der Burg Schnellenberg auf einige angebliche familiäre Überlieferungen. Ihm gelang es auch 1595, in die Ritterschaft der Wetterau aufgenommen zu werden. Seither entrichtete er regelmäßig seine entsprechenden Abgaben. Die Nachkommen haben bis ins 19. Jahrhundert am Anspruch der Reichsritterschaft festgehalten. Tatsächlich aber blieben die Fürstenbergs Angehörige des landsässigen Niederadels ohne tatsächliche Reichsunmittelbarkeit.

## Schreibkalender
Kaspar hat von 1572 bis 1610 tagebuchähnliche Aufzeichnungen in Schreibkalender eingetragen. Festgehalten hat er in Hochdeutsch, Latein oder Griechisch Termine und Begebenheiten, außerdem hat er über sein Handeln Rechenschaft abgelegt und seinen Nachfolgern Hinweise hinterlassen. Diese Schreibkalender sind ein wichtiges historisches Zeugnis für das Leben eines bedeutenden Adeligen in der Zeit der Reformation und Gegenreformation.

## Krankheit
Seit 1597 litt Kaspar von Fürstenberg stark an Gicht, sodass er mit der Kutsche fahren musste und sich später auf einem Stuhl tragen lassen musste. Ab dem Jahr 1600 musste er eine Brille tragen. Im März 1618 starb er in Arnsberg.

## Grabmal
In der ehemaligen Arnsberger Stiftskirche Wedinghausen befindet sich sein Grab. Das Grabmal ließ Friedrich von Fürstenberg vom Bildhauer Heinrich Gröninger zu Ehren seines Vaters errichten. Später wurde daraus der Hochaltar der Kirche.